# El Avellanal
El Avellanal es una localidad del municipio de Arredondo (Cantabria, España). En el año 2008 contaba con una población de 24 habitantes (INE). Esta localidad está situada a 267 metros de altitud sobre el nivel del mar, y a 6 kilómetros de la capital municipal, Arredondo. Cerca de esta localidad está Bustablao o Bustablado, desde donde parten una ruta de pequeño recorrido de Cantabria, la PR-S.10, llamada «Camino de Bocebrón», subida de 8 kilómetros ida y vuelta.